# Olav Gjærevoll

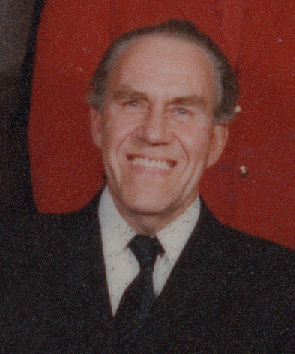
Olav Gjærevoll (1980)

Olav Gjærevoll (* 24. September 1916 in Tynset, Fylke Hedmark; † 30. August 1994 in Trondheim) war ein norwegischer Botaniker, Hochschullehrer und Politiker der Arbeiderpartiet, der unter anderem von 1963 bis 1965 Sozialminister sowie 1971 bis 1972 Minister für Löhne und Preise war und 1972 erster Umweltminister Norwegens wurde. Darüber hinaus war er zwischen 1958 und 1963 sowie erneut von 1979 bis 1981 Bürgermeister von Trondheim. Gjærevoll veröffentlichte mehr als 150 wissenschaftliche Abhandlungen sowie mehrere Fachbücher zur Botanik, insbesondere zur Pflanzensoziologie, Geobotanik sowie zur Pflanzensystematik.
Sein botanisch-mykologisches Autorenkürzel lautet „Gjaerev.“.

## Leben

### Botaniker und Hochschullehrer
Gjærevoll, Sohn des Kleinbauern Gunnar Gjærevoll und dessen Ehefrau Kristine Haugen, besuchte zwischen 1931 und 1932 die Volkshochschule (Folkehøyskole) und begann 1937 ein Studium der Mathematik und Naturwissenschaften. Daneben war er zwischen 1937 und 1939 als Lehrer an der Mittelschule von Alvdal tätig sowie später zwischen 1942 und 1945 am Norwegischen Gymnasium in Uppsala, ehe er zwischen 1945 und 1947 Lehrer an der Höheren Schule Holtet in Oslo war. In dieser Zeit war er von 1946 bis 1947 auch Vorsitzender der Sozialistischen Studentenliga.
Während dieser Zeit schloss er 1946 sein Studium an der Universität Oslo als Candidatus realium (Cand. real.) ab und nahm im Anschluss 1947 eine Tätigkeit als Lehrer für Botanik an der Norwegischen Lehrerhochschule (Norges Lærerhøgskole) auf und unterrichtete dort bis 1958. Zugleich war Gjærevoll von 1947 bis 1979 Konservator am Wissenschaftlichen Museum der Technisch-Naturwissenschaftlichen Universität Norwegens NTNU (Norges Teknisk-Naturvitenskapelige Universitet) in Trondheim sowie zwischen 1947 und 1949 auch Lehrer für technische Botanik an der Norwegischen Technischen Hochschule NTH (Norges Tekniske Høgskole). Er war von 1949 bis 1951 auch erstmals Vorsitzender der Arbeiderpartiet von Trondheim.
Neben seiner Lehrtätigkeit unternahm Gjærevoll, der 1951 Mitglied der Königlich Norwegischen Wissenschaftlichen Gesellschaft DKNVS (Det Kongelige Norske Videnskabers Selskab) 1953 einen Studienaufenthalt in Alaska und absolvierte ein postgraduales Studium an der Universität Uppsala, das er 1955 mit einem Filosofie licentiat (Fil. lic.) beendete. 1956 erfolgte seine Promotion zum Doktor der Botanik an der Universität Uppsala.
1958 übernahm er eine Professur für Botanik an der Norwegischen Lehrerhochschule und lehrte dort bis 1986. 1958 wurde er auch Mitglied der Norwegischen Akademie der Wissenschaften DNVA (Det Norske Videnskaps-Akademi).
Während dieser Zeit unternahm er 1959 und 1968 weitere wissenschaftliche Forschungsreisen nach Alaska sowie mit einem Stipendium des Arctic Institute of North America und des Norwegischen Allgemeinwissenschaftlichen Forschungsrates NAVF (Norges Almenvitenskapelige Forskningsråd) 1967 nach Grönland.

### Bürgermeister von Trondheim und Storting-Mitglied
Neben seiner beruflichen Tätigkeit begann Gjærevoll Anfang der 1950er Jahre seine politische Laufbahn in der Kommunalpolitik als Mitglied des Stadtrates von Trondheim, dem er zwischen 1951 und 1955 erstmals angehörte. Im Anschluss war er von 1955 bis 1958 Vize-Bürgermeister sowie zwischen 1958 als Nachfolger John Aae und seiner Ablösung durch Odd Sagør 1963 erstmals Bürgermeister von Trondheim. Danach war er von 1963 bis 1968 abermals Mitglied des Stadtrates.
Während dieser Zeit war er zwischen 1956 und 1958 sowie von 1961 bis 1963 Vorstandsvorsitzender der Elektrizitätswerke Trondheim, von 1957 bis 1962 Vorstandsvorsitzender der Ringve Videregående Skole und zwischen 1961 und 1963 erstmals Vorsitzender des Staatlichen Naturschutzrates (Statens Naturvernråd). Zugleich war er von 1962 bis 1963 Vorsitzender des Programmrates des Radiosenders von Trøndelag.
Nachdem er zwischen 1958 und 1965 Vize-Mitglied des Storting für das Fylke Sør-Trøndelag war, wurde Gjærevoll als Kandidat der Arbeiderpartiet bei der Wahl vom 13. September 1965 zum Mitglied des Storting gewählt und vertrat bis zur Wahl am 8. September 1969 abermals das Fylke Sør-Trøndelag.

### Minister in den Regierungen Gerhardsen und Bratteli
Am 4. Februar 1963 wurde er bei einer Kabinettsumbildung von Ministerpräsident Einar Gerhardsen als Sozialminister (Sosialminister) in dessen dritte Regierung berufen und bekleidete diese Funktion bis zum 28. August 1963.
Das Amt des Sozialministers bekleidete er auch in der vierten Regierung von Ministerpräsident Gerhardsen in der Zeit vom 25. September 1963 bis zum 12. Oktober 1965.
1965 wurde Gjærevoll erneut Vorsitzender des Staatlichen Naturschutzrates und bekleidete diese Funktion mehr als 20 Jahre lang bis 1986. Während dieser Zeit war er zwischen 1967 und 1979 auch Vorsitzender des Staatlichen Instituts für Alkoholforschung sowie von 1970 bis 1972 auch Vorsitzender des Norwegischen Allgemeinwissenschaftlichen Forschungsrates.
Ministerpräsident Trygve Bratteli ernannte Gjærevoll am 17. März 1971 zum Minister für Löhne und Preise (Lønns- og Prisminister) in dessen erster Regierung. Nachdem dieses Ministeramt am 8. Mai 1972 aufgelöst wurde, wurde er erster norwegischer Umweltminister (Miljøvernminister) und übte dieses Ministeramt bis zum Ende von Brattelis Amtszeit am 18. Oktober 1972 aus. Als Umweltminister befasste er sich insbesondere mit Fragen des Natur- und Umweltschutzes und den Nationalparks in Norwegen.

### Direktor des Wissenschaftlichen Museums Trondheim
Nach seinem Ausscheiden aus der Regierung fungierte Gjærevoll, der zwischen 1973 und 1979 Vorsitzender des Instituts für Luftforschung war, von 1973 bis 1975 auch als Vorsitzender des Ausschusses für die Mehrwertsteuer sowie zwischen 1974 und 1985 als Vorsitzender des Mensch-Biosphäre-Projekts.
1974 wurde er auch Direktor des Museums der Königlich Norwegischen Wissenschaftlichen Gesellschaft in Trondheim, das er bis 1979 leitete. Daneben war er von 1976 bis 1979 Vorsitzender des Interimsausschusses der Technisch-Naturwissenschaftlichen Universität Norwegens sowie 1976 Vorsitzender des interministeriellen Polarausschusses. Er war zwischen 1977 und 1979 auch zum zweiten Mal Vorsitzender der Trondheimer Arbeiderpartiet. Während dieser Zeit unternahm er 1978 eine letzte große wissenschaftliche Forschungsreise nach Alaska und war 1980 auch Vorsitzender des Ausschusses für Grundlagenforschung.
Nach Beendigung seiner Tätigkeit als Museumsdirektor wurde er 1979 als Nachfolger von Axel Buch erneut Bürgermeister von Trondheim und übte dieses Amt bis 1981 aus, als er durch Anne Kathrine Parow abgelöst wurde. Danach gehörte er zwischen 1981 und 1987 allerdings noch dem Stadtpräsidium Trondheims an.
1986 wurde ihm die Gunnerus-Medaille der Königlich Norwegischen Wissenschaftlichen Gesellschaft sowie 1994 die Auszeichnung der Norwegischen Tourismusvereinigung verliehen. Zuletzt war er von 1989 bis zu seinem Tod 1994 Vorsitzender der Norwegischen Botanischen Vereinigung.

## Veröffentlichungen
Gjærevoll veröffentlichte mehr als 150 wissenschaftliche Abhandlungen sowie mehrere Fachbücher zur Botanik, insbesondere zur Pflanzensoziologie, Geobotanik sowie zur Pflanzensystematik. Zu seinen bekanntesten Veröffentlichungen gehören:
- The Plant Communities of the Scandinavian Alpine Snow-beds, 1956
- Botanical investigations in Central Alaska I-III, 1960
- Fjellflora, Mitautor Reidar Jørgensen, 1960
- Plantegeografi, 1973
- Dovrefjell og Ormtjernkampen, Mitautor Leif Ryvarden, 1975
- Norges planteliv. Fra Sørlandsskjærgård til Svalbardtundra, 1984
- The high mountain flora and vegetation of central Norway : excursion guide, Mitautor Simen Britten, 1987
- Villmarkseventyret Alaska, 1990
- Mine fjell: en kjærlighetserklæring til Dovrefjell, Sunndalsfjella og Trollheimen, 1994
- Mine memoarer, Autobiografie, 1998

In deutscher Sprache:
- Gebirgsblumen in Skandinavien, Mitautor Reidar Jørgensen, 1979
- Svalbardblumen, Mitautor Olaf I. Rønning, 1989, ISBN 82-519-0988-0